# 熊谷直亮
熊谷 直亮（くまがい なおすけ、文久3年（1863年） - 大正9年（1920年）12月12日）は、日本の新聞記者、通訳官。
肥後熊本藩士津田信弘の子で、熊谷家の家督を継ぐ。兄に植民政策家の津田静一がいる。東京の共立学舎で学ぶ。明治17年（1884年）渡清して芝罘で中国語を学ぶ。日清戦争・日露戦争では通訳官として従軍した。その後は「国民新聞」京城特派通信員、「京城日報」記者となった。